# Aenictus turneri
Aenictus turneri es una especie de hormiga guerrera del género Aenictus, familia Formicidae. Fue descrita científicamente por Forel en 1900.
Se distribuye por Australia. Se ha encontrado a elevaciones de hasta 760 metros. Habita en selvas tropicales, bosques abiertos y matorrales.